# Duqiao (köpinghuvudort i Kina, Zhejiang Sheng, lat 28,77, long 121,49)
Duqiao (kinesiska: 杜桥, T’u-hsia-chi’ao, T’u-hsia-ch’iao-chen, 杜桥镇) är en köpinghuvudort i Kina. Den ligger i provinsen Zhejiang, i den östra delen av landet, omkring 210 kilometer sydost om provinshuvudstaden Hangzhou. Antalet invånare är 183 870. Befolkningen består av 88 406 kvinnor och 95 464 män. Barn under 15 år utgör 17,0 %, vuxna 15-64 år 71 %, och äldre över 65 år 10,0 %.
Runt Duqiao är det tätbefolkat, med 411 invånare per kvadratkilometer. Närmaste större samhälle är Taizhou, 13,1 km söder om Duqiao. Trakten runt Duqiao består till största delen av jordbruksmark.
Genomsnittlig årsnederbörd är 2 085 millimeter. Den regnigaste månaden är augusti, med i genomsnitt 350 mm nederbörd, och den torraste är januari, med 67 mm nederbörd.